# Villabrázaro
Villabrázaro é um município da Espanha na província de Zamora, comunidade autónoma de Castela e Leão, de área 23 km² com população de 332 habitantes (2007) e densidade populacional de 15,04 hab/km².

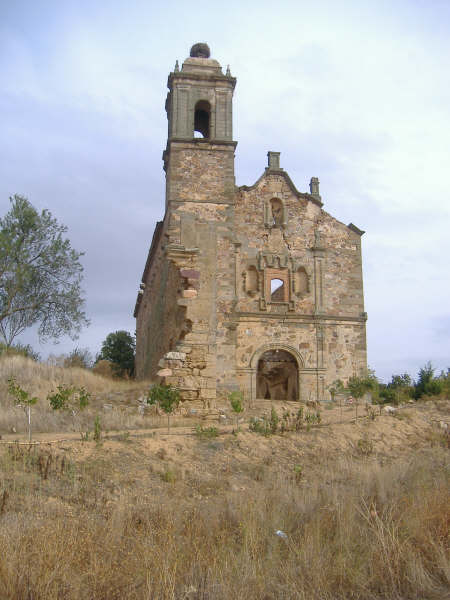
Convento Nuestra Señora del Valle.

## Demografia
| Variação demográfica do município entre 1991 e 2004 | Variação demográfica do município entre 1991 e 2004 | Variação demográfica do município entre 1991 e 2004 | Variação demográfica do município entre 1991 e 2004 |
| --------------------------------------------------- | --------------------------------------------------- | --------------------------------------------------- | --------------------------------------------------- |
| 1991                                                | 1996                                                | 2001                                                | 2004                                                |
| 468                                                 | 430                                                 | 352                                                 | 352                                                 |